# Taxe sur les chiens

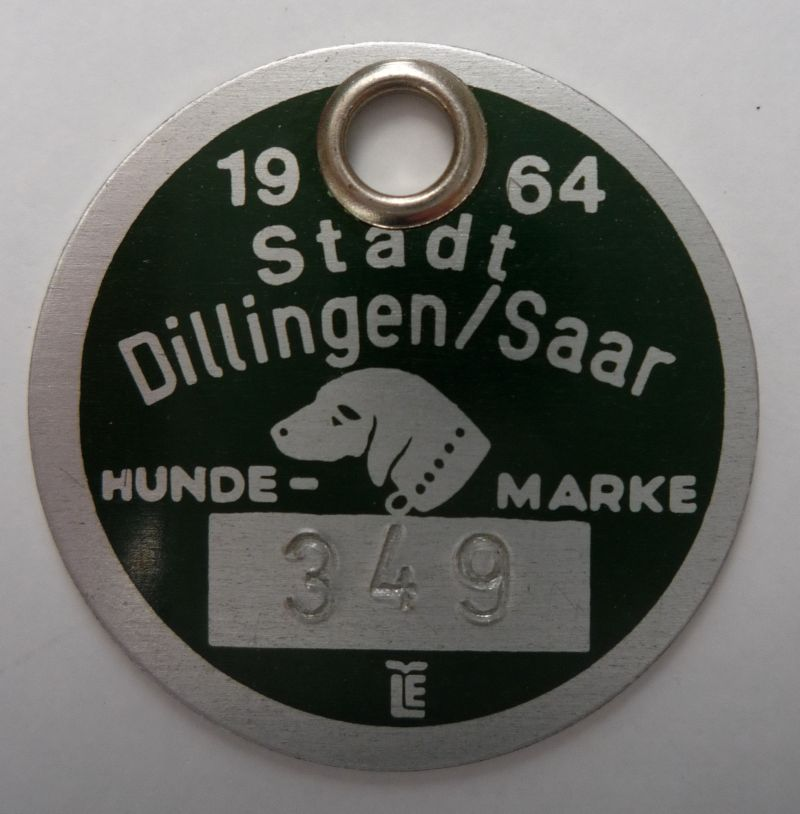
Plaque d'identité pour le collier sous forme de crédit d'impôt pour chien.

La taxe sur les chiens est une taxe communale utilisée pour taxer la détention de chiens. C'est une redevance publique qui est soumise au principe d'universalité. Son produit est donc destiné à financer toutes les dépenses municipales. La taxe sur les chiens fait partie des taxes sur les dépenses, ou taxes somptuaires.

## Augmentation de la taxe pour les chiens considérés comme dangereux
La limite supérieure de la taxe sur les chiens, en particulier de l'augmentation de la taxe sur les « chiens de liste », qualifiée par les critiques de « taxe de pénalité », est controversée.

## Historique
En 1796, une taxe nationale sur les chiens fut introduite en Grande-Bretagne et supprimée en 1987. Celle-ci est souvent considérée comme la première taxe sur les chiens au monde.
L'introduction d'une taxe sur les chiens dans la région de Dresde pour contrôler leur population au XIXe siècle a toutefois échoué,.

### Histoire en Allemagne
Déjà depuis la fin du Moyen Âge, au XVe siècle, les fermiers de fief indépendants qui étaient propriétaires de leurs chiens devaient payer une taxe sur eux, comme le précise le ministère fédéral des Finances sur l'historique de la taxe sur les chiens, dans le contexte des chefs de chasse avec leur seigneur.
À l'époque du duché de Holstein, en mars 1807, le roi Christian VII introduisit la taxe sur les chiens pour donner aux municipalités la possibilité d'améliorer leurs fonds pour les pauvres.
En Allemagne, la taxe sur les chiens a d'abord été imposée par une ordonnance du gouvernement princier d'Isenburg du 28 février 1807 dans la ville d'Offenbach am Main ; c'était un Reichstaler par an et devait servir de contribution au remboursement des dettes de guerre urbaine. En tant que mesure épidémique visant à réduire le nombre de chiens et donc le risque de rage, il a été introduit en Saxe-Cobourg en 1809. Ici, la redevance annuelle à payer était plus faible pour les chiennes que pour les mâles. Des dérogations existaient dans certaines circonstances. Une muselière était nécessaire pour les chiens de sécurité libres de droits. Des étiquettes en fer blanc avec des numéros à coller sur le collier ont été délivrées pour tous les chiens.
Frédéric-Guillaume III de Prusse promulgua le 28 octobre 1810, l '« Édit sur les nouvelles taxes à la consommation et au luxe », qui introduit une taxe dite de luxe en plus des taxes pour les domestiques et les chevaux et les chiens. L'État pensait que toute personne qui pouvait se permettre de garder des chiens qui n'étaient pas des animaux de ferme devait également avoir suffisamment d'argent pour payer une contribution spéciale. Les chiens nécessaires à un commerce et les chiens de garde des agriculteurs étaient exclus. C'était une taxe d'État.
En avril 1829, les municipalités sont autorisées à prélever une taxe sur les chiens. En Allemagne, il s'agissait de la première autorisation générale de l'État pour une taxe sur les chiens des municipalités. L'introduction a contribué à la situation explosive de la révolution de la couture de Berlin en 1830. En octobre 1834, les municipalités, qui n'étaient pas des villes, reçurent également le droit d'introduire une taxe sur les chiens. En 1840, l'économiste de l'État prussien Johann Gottfried Hoffmann classait l'impôt sur les chiens dans les « impôts, qui devraient faire connaître leur objet » et parmi ceux dont le but principal n'est pas de générer des revenus.
Les accidents causés par des chiens enragés chez l'homme et l'animal ont conduit le Grand-Duché de Bade, par l'arrêté du 13 février 1811, à introduire une taxe annuelle sur les chiens (prélevée tous les six mois dans les villes) afin de minimiser le nombre excessif de chiens et donc le danger. On a supposé que toute personne pouvant payer la taxe pouvait également assurer une restauration appropriée. Chaque propriétaire de chien a obtenu un permis. Les bouchers, les wagonnets, les gardiens, les bergers, les bergers, les gardiens des champs et les gardiens des interdictions étaient exonérés de la taxe. Les chiens de garde des propriétaires d'immeubles qui devaient être verrouillés à la chaîne lorsque le portail était ouvert ont également été exemptés, tout comme les chiens des zones de chasse qui devaient être enfermés en dehors du temps d'utilisation.

## Dans le monde actuellement

### Allemagne
La taxe sur les chiens est perçue à titre de taxe annuelle par chien élevé et constitue une taxe sur les dépenses perçues par les municipalités. Il est un impôt direct, le contribuable étant le propriétaire du chien. La base légale pour la perception de la taxe sur les chiens est la loi fiscale communale de l'État. Dans les villes de Berlin, Brême et Hambourg, le droit fiscal est directement applicable aux chiens. La loi sur la fiscalité locale du Bade-Wurtemberg et de la Sarre oblige les municipalités à prélever une taxe sur les chiens,. Cependant, quelques communautés en Allemagne n’imposent pas de taxe sur les chiens (par exemple Eschborn, Wildpoldsried et Windorf ). La ville de Hörstel, auparavant exonérée d'impôt, en Rhénanie du Nord-Westphalie, a introduit la taxe sur les chiens au début de 2011.
En 2023, l'impôt sur les chiens en Allemagne a généré 421 millions d'euros de recettes fiscales, une hausse de 40% en dix ans.

### Autriche
La garde des chiens est soumise à l'impôt en Autriche et est perçue sous forme de prêt sans restriction. À cette fin, les chiens âgés de plus de trois mois doivent être signalés à l'autorité compétente, qui est l'autorité locale ou l'autorité municipale. L'inscription peut déjà être faite en ligne pour de nombreuses communautés. Une fois que le montant prescrit a été payé, le propriétaire du chien recevra la médaille du chien. La plaque d'identification est visible sur le chien lorsqu'il quitte la maison.

### Suisse
La taxe sur les chiens est perçue par les communes sur la base des lois cantonales sur les chiens. La taxe sur les chiens est en partie dépensée dans les coffres des cantons, mais une grande partie de l'argent est utilisée pour céder le legs des chiens. Dans le canton de Zurich par exemple, chaque commune devrait payer une taxe par chien taxé au canton. La taxe peut varier en fonction de la taille et du poids du chien.

### Autres pays européens dont la taxe est abolie
Au Danemark, il n’y a plus de taxe sur les chiens depuis 1972. La France a aboli la taxe sur les chiens en 1979 et l'Angleterre au printemps 1990. En Suède, il a été aboli en 1995. Les années suivantes, la taxe sur les chiens fut supprimée en Belgique, en Espagne, en Italie, en Grèce, en Hongrie et en Croatie.

### Autres pays européens dont la taxe maintenue
Aux Pays-Bas, une commune peut percevoir une taxe sur les chiens, et au Luxembourg, une taxe est perçue.

### Pays anglophones
Dans les pays anglophones, tels que les États-Unis, le Canada et l'Australie, les municipalités peuvent déclarer que certains animaux sont soumis à l'enregistrement. Les propriétaires d’animaux de compagnie peuvent acheter ce qu’on appelle une licence d’animal de compagnie, qui peut être renouvelée chaque année et peut être liée à des vaccinations (comme la rage). Il n'est pas parlé explicitement de taxes. De tels modèles de licence sont connus, par exemple, de Toronto, Houston ou Los Angeles. La volonté de la population de se conformer à cette exigence d'enregistrement est plutôt faible: par exemple, seulement 30% de tous les chiens à Toronto sont également autorisés.

### Afrique
En Namibie, une telle licence est levée pour les chiens, entre autres dans la capitale Windhoek. C'est pour tous les chiens à partir de 6 ans. La taxe mensuelle est de 30 N $ par année civile pour les chiens mâles et femelles non castrées et de 15 N $ pour les chiennes stérilisées.